# 見上げてごらん
『見上げてごらん』は、テニスを題材とした草場道輝による日本の漫画。『週刊少年サンデー』（小学館）において、2005年16号から2006年45号まで連載された。全77話、全8巻。

## あらすじ
剣道の推薦で聖稜高校に入学した遊沢了だが、テニス部に入部してしまう。テニスに関しては全くの素人である了だが、驚くほどの才能の片鱗を見せ、完全実力主義（一つ葉から五つ葉まであり、学年は関係なく葉っぱの多さがものをいう）のテニス部でその地位を向上させていく。

## 登場人物

### 聖稜高校
部活動が盛んな高校であり、テニス部は全国屈指の名門校である。
遊沢了（ゆざわ りょう）
1年生。三つ葉。主人公。剣道の実力者だったが、テニスに転向する。そのポジティブな性格により周囲の人間は振り回されて迷惑を被るが、結果的には良い影響を与えるムードメーカー。高くトスをし、身体のバネを利用して打つ高速サーブが武器。フラットドライブをいつの間にか習得している。
清水富士丸（しみず ふじまる）
1年生。三つ葉。5歳からテニスをやっており、実力者だが小心のために試合ではその力を発揮できない。しかし、了と出会うことで富士丸の中で何かが変わっていく。3年では四つ葉になっている。
早坂飛燕（はやさか ひえん）
1年生。四つ葉。全中ベスト8の実力者。小学生からテニスを始め、その頃からの猛練習で会得したスピンプレイを得意とする。
桂（かつら）
2年生。五つ葉。遊沢には早くから目をかけている人物であり、サーブ、グランドストローク、ボレーの完璧さゆえ関東のフェデラーと呼ばれている。
陣内（じんない）
3年生。五つ葉。主将。パワープレイヤー。彼が放つサーブは速すぎて目では捉えられない。
秦洋介（はたようすけ）
3年生。五つ葉。全国屈指のスピンプレイヤー。早坂飛燕が目標とする選手。
萩原（はぎわら）
3年生。五つ葉。相手の力を使い返球するカウンタープレイヤー。温厚な性格だが、それ故後輩からなめられがち。
清村レイ（きよむら れい）
2年生。五つ葉。アメリカ留学中。対戦相手の試合データを駆使したプレイをする。抜群のコントロールを持つ。また、試合以外ではラケットを下唇に咥えている。
田中（たなか）
2年生。三つ葉。2年の春まで一つ葉だったが遊沢に影響され入れ替え戦で勝利し三つ葉になる。相手のボールを拾ってミスを待つシコラータイプなベースライナー。
溝黒（みぞくろ）
2年生。2年の中で五指に入る実力者。足が速いが、体力があまりない。
加藤（かとう）
2年生。三つ葉。入部監督者。富士丸によると、ネットプレイ中心のプレイスタイル。

### その他
玉置（たまき）
1年生。全中では早坂を破り、優勝している。以前は、サッカー部のエースストライカー。体を起して打つことにより広い視野を確保し、コースを狙える。
横山（よこやま）
3年生。奥多摩高校のキャプテン。五つ葉の秦に一度も負けたことのない実力者。
アジズ
パキスタン出身。
両利きである為、守備範囲が非常に広いく、両横に跳ねるスライスを打ち分けることが出来る。
マリオ
アルゼンチン出身。